# William C. Durant
William Crapo "Billy" Durant, também chamado de “Fabuloso Billy” (Boston, Massachusetts, 8 de dezembro de 1861 — Nova Iorque, 18 de março de 1947) foi um empresário e um dos pioneiros da indústria automobilística norte-americana. É o fundador da General Motors, cofundador da Chevrolet e criador do sistema corporativo multi-marcas, com diferentes linhas de carros.
Nascido em Boston, Massachusetts, neto do governador de Michigan, Henry H. Crapo. Em 1890, William largou os estudos durante o ensino médio para se tornar o maior construtor de carruagens da época. Em 1904, porém, passou para o setor automotivo como gerente geral da Buick. Foi tão bem sucedido que logo era o presidente da empresa. Em 1908 ele fundou a General Motors (da qual a Buick faz parte desde então). A ideia de reunir grandes fabricantes de automóveis numa única empresa parecia atraente e trouxe muitos acionistas. Rapidamente, Durant adquiriu, com o dinheiro das ações, a Oakland (mais tarde renomeada como Pontiac), a Cadillac e muitas indústrias de auto-peças.

## General Motors e Chevrolet

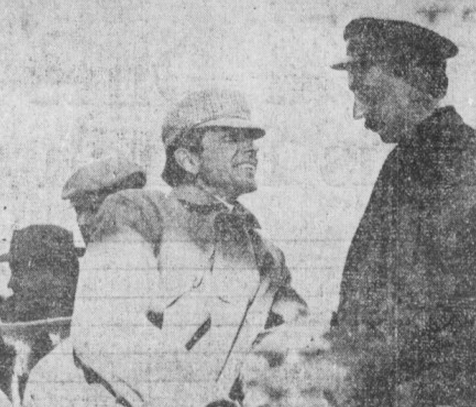
O imagem em 1909.

Em 1910, porém, Durant estava seriamente endividado e por causa disto foi retirado da diretoria da GM e demitido. Imediatamente, ele procurou criar outra “GM”, começando com a marca Little, de William H. Little. Sua intenção era concorrer com o Ford Modelo T, que estava se tornando o carro mais vendido da época. Entretanto essa ideia fracassou. Durant abandonou saiu da Little e foi se associar com Louis Chevrolet em 1911. A nova empresa era promissora, principalmente pelas habilidades mecânicas de Chevrolet, que também era um piloto em ascensão.
Mas 1915 os dois se desentenderam. Chevrolet vendeu suas ações para Durant e passou a se dedicar exclusivamente às corridas. Durant por sua vez foi tão bem sucedido com a Chevrolet que pôde comprar a General Motors em 1916 e retomar o controle da GM. Em 1920, porém, ele perdeu a presidência da GM e foi demitido novamente.
Enquanto estava na Chevrolet, Durant adquiriu uma verdadeira coleção de fabricantes de auto-peças e reuniu-os em uma nova empresa, a United Motors, sob a presidência de Alfred P. Sloan. A United acabou unindo-se à GM após o retorno de Durant. Uma década depois, já sob a presidência de Sloan, a GM seria a maior montadora do mundo.

## Durant Motors
Em 1921, Durant tentou novamente criar seu próprio conglomerado automobilístico. Adquiriu uma série de marcas que atuariam em diferentes setores do mercado. A Star ficaria com o setor de populares, concorrendo com um já obsoleto Ford T, a Durant faria carros médios, a Princeton (que teve uma linha projetada e até anunciada, mas nunca fabricada) concorreria com marcas de luxo como Packard e Cadillac e haveria ainda o ultraluxuoso Locomobile, no topo da linha. Entretanto, ele foi incapaz de repetir os sucessos anteriores, em grande parte por causa do Crash de 1929 e da Grande Depressão. A Durant Motors acabou por falir em 1933.

## Wall Street

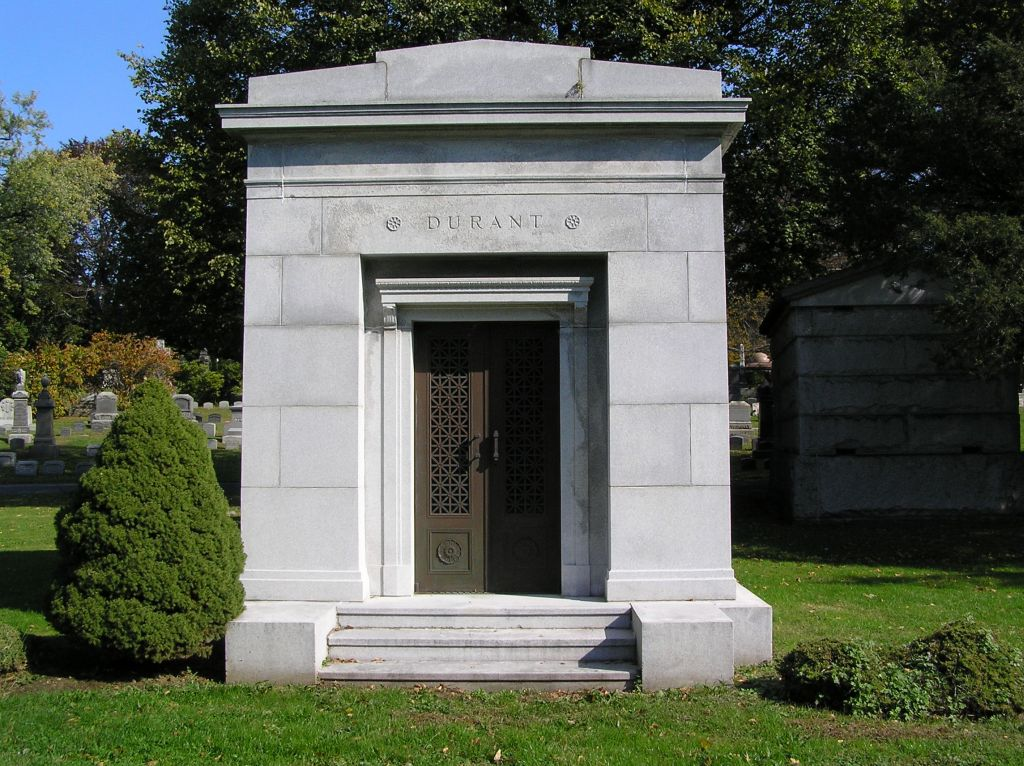
Mausoleu no Cemitério de Woodlawn

Na década de 1920, Durant era um famoso “jogador” de Wall Street. Na Terça-Feira Negra, ele, a família Rockfeller e outros gigantes do mercado financeiro compraram grande quantidade de ações para demonstrar ao público a confiança que tinham no mercado de ações. Este esforço mostrou-se inútil e acabou por levar Durant à ruína financeira.
Após a quebra da Durant Motors, Durant e sua segunda esposa viveram com uma pequena pensão do então presidente da GM, Alfred P. Sloan. O Fabuloso Billy acabou seus dias como gerente de uma casa de jogos de boliche.
Em 1968 foi incluído no Automotive Hall of Fame.
Sepultado no Cemitério de Woodlawn.